# Vararia firma
Vararia firma är en svampart som beskrevs av Boidin 1967. Vararia firma ingår i släktet Vararia och familjen Lachnocladiaceae.   Inga underarter finns listade i Catalogue of Life.